# Alexandru Novac
Alexandru Novac (ur. 24 marca 1997) – rumuński lekkoatleta specjalizujący się w rzucie oszczepem.
Srebrny medalista igrzysk olimpijskich młodzieży w Nankin (2014). W 2015 zajął 10. miejsce podczas mistrzostw Europy juniorów w Eskilstunie. Piąty zawodnik juniorskich mistrzostw świata w Bydgoszczy (2016). Rok później, także w Bydgoszczy, zajął czwarte miejsce na młodzieżowych mistrzostwach Europy. Bez powodzenia startował na mistrzostwach Europy (Berlin 2018). Wicemistrz Europy U23 z 2019 roku. Uczestnik mistrzostw świata w Dosze (2019). W 2021 zajął 12. miejsce podczas igrzysk olimpijskich w Tokio.
Złoty medalista mistrzostw Rumunii oraz reprezentant kraju w pucharze Europy w rzutach oraz drużynowych mistrzostwach Europy. Stawał na podium mistrzostw krajów bałkańskich.
Rekord życiowy: 86,37 (5 lipca 2018, Nembro), rekord Rumunii.

## Osiągnięcia
| Rok  | Impreza                                               | Miejsce     | Pozycja              | Wynik |
| ---- | ----------------------------------------------------- | ----------- | -------------------- | ----- |
| 2014 | Zimowy puchar Europy w rzutach                        | Leiria      | 12. miejsce (U-23)   | 62,67 |
| 2014 | Kwalifikacje Europy do igrzysk olimpijskich młodzieży | Baku        | 6. miejsce           | 70,46 |
| 2014 | Igrzyska olimpijskie młodzieży                        | Nankin      | 2. miejsce           | 73,98 |
| 2015 | Zimowy puchar Europy w rzutach                        | Leiria      | 4. miejsce (Grupa B) | 69,63 |
| 2015 | Mistrzostwa Europy juniorów                           | Eskilstuna  | 10. miejsce          | 69,64 |
| 2016 | Puchar Europy w rzutach                               | Arad        | 10. miejsce (U-23)   | 68,50 |
| 2016 | Mistrzostwa krajów bałkańskich                        | Pitești     | 4. miejsce           | 74,25 |
| 2016 | Mistrzostwa świata juniorów                           | Bydgoszcz   | 5. miejsce           | 72,91 |
| 2017 | Puchar Europy w rzutach                               | Las Palmas  | 5. miejsce (U-23)    | 76,38 |
| 2017 | I liga drużynowych mistrzostw Europy                  | Vaasa       | 3. miejsce           | 81,53 |
| 2017 | Młodzieżowe mistrzostwa Europy                        | Bydgoszcz   | 4. miejsce           | 77,76 |
| 2017 | Igrzyska frankofońskie                                | Abidżan     | 2. miejsce           | 68,85 |
| 2017 | Mistrzostwa świata                                    | Londyn      | el. – 29. miejsce    | 74,67 |
| 2018 | Puchar Europy w rzutach                               | Leiria      | 1. miejsce (U-23)    | 80,73 |
| 2018 | Mistrzostwa Europy                                    | Berlin      | el. – 17. miejsce    | 76,44 |
| 2019 | Puchar Europy w rzutach                               | Šamorín     | 3. miejsce (U-23)    | 78,74 |
| 2019 | Młodzieżowe mistrzostwa Europy                        | Gävle       | 2. miejsce           | 81,75 |
| 2019 | I liga drużynowych mistrzostw Europy                  | Sandnes     | 5. miejsce           | 72,53 |
| 2019 | Mistrzostwa krajów bałkańskich                        | Prawec      | 1. miejsce           | 77,90 |
| 2019 | Mistrzostwa świata                                    | Doha        | el. – 13. miejsce    | 82,12 |
| 2021 | Puchar Europy w rzutach                               | Split       | 8. miejsce           | 77,25 |
| 2021 | I liga drużynowych mistrzostw Europy                  | Kluż-Napoka | 4. miejsce           | 75,03 |
| 2021 | Mistrzostwa krajów bałkańskich                        | Smederevo   | 1. miejsce           | 77,80 |
| 2021 | Igrzyska olimpijskie                                  | Tokio       | 12. miejsce          | 79,29 |
| 2022 | Puchar Europy w rzutach                               | Leiria      | 1. miejsce           | 80,49 |
| 2022 | Mistrzostwa krajów bałkańskich                        | Krajowa     | 1. miejsce           | 83,01 |
| 2022 | Mistrzostwa świata                                    | Eugene      | el. – 25. miejsce    | 75,20 |
| 2022 | Mistrzostwa Europy                                    | Monachium   | 9. miejsce           | 75,78 |
| 2023 | II dywizja drużynowych mistrzostw Europy              | Chorzów     | 5. miejsce           | 77,83 |
| 2023 | Igrzyska frankofońskie                                | Kinszasa    | 1. miejsce           | 84,75 |
| 2023 | Mistrzostwa świata                                    | Budapeszt   | el. – 25. miejsce    | 75,75 |
| 2024 | Puchar Europy w rzutach                               | Leiria      | 2. miejsce           | 80,73 |
| 2024 | Mistrzostwa Europy                                    | Rzym        | el. – 17. miejsce    | 77,57 |
| 2024 | Igrzyska olimpijskie                                  | Paryż       | el. – 17. miejsce    | 81,08 |
| 2025 | Puchar Europy w rzutach                               | Nikozja     | 5. miejsce           | 80,37 |
| 2025 | II dywizja drużynowych mistrzostw Europy              | Maribor     | 3. miejsce           | 78,73 |